# Antheraea gschwandneri
Antheraea gschwandneri is een vlinder uit de familie nachtpauwogen (Saturniidae), onderfamilie Saturniinae.
De wetenschappelijke naam van de soort is voor het eerst geldig gepubliceerd door Niepelt in 1918.